# Вікіпедія мовою гінді
Вікіпедія мовою гінді (гінді हिन्दी विकिपीडिया) — розділ Вікіпедії мовою гінді.
Був створений 11 липня 2003 року, перші статті з'явилися у серпні. Розділ використовує алфавіт деванагарі, в ньому можна набирати латинськими буквами, котрі «на льоту» перетворюються в потрібні символи.
Вікіпедія мовою гінді станом на 29 березня 2025 року містить 165 205 статей, 849 369 зареєстрованих користувачів, 1229 активних дописувачів, 7 адміністраторів
. Загальна кількість сторінок у Вікіпедії мовою гінді — 1 366 589, редагувань — 6 374 667, завантажених файлів — 4633
. Глибина (рівень розвитку мовного розділу) Вікіпедії мовою гінді велика і становить 246.7 пунктів
. 

## Історія
- 30 серпня 2011 року — 100 000 статей.